# Pauls Reise
Pauls Reise ist ein deutsches Roadmovie vom Regisseur René Heisig aus dem Jahr 1999.

## Handlung
Der 10-jährige Paul hat Leukämie. Daher muss er häufig ins Krankenhaus. Zurzeit ist seine Krankheit relativ stabil. Pauls Freund, der ebenfalls Leukämie hatte, ist an der Krankheit gestorben. Und auch bei Paul verschlechtern sich die Blutwerte. Daher soll Paul jetzt wieder für längere Zeit ins Krankenhaus. Seine Mutter ist dementsprechend besorgt. Pauls Vater Michael hat die Familie verlassen.
Paul ist überhaupt nicht begeistert davon, ins Krankenhaus zu gehen. Er fühlt sich gesund. Und so reißt er aus. Er versteckt sich im LKW seines Vaters. Dieser ist unterwegs nach Spanien mit einer Terminfracht. Erst in Frankreich merkt sein Vater, dass Paul in seinem LKW ist. Er setzt sich mit Pauls Mutter in Verbindung und will Paul mit dem Zug wieder zurückschicken. Doch schließlich überlegt er es sich anders, und Paul darf weiter mitfahren.
Paul erlebt nun ein paar schöne Tage mit seinem Vater, und beide kommen sich näher. Pauls Vater gesteht ihm schließlich, dass er die Familie unter anderem deswegen verlassen hat, weil er Pauls Leid nicht mehr mitansehen konnte.
Nach diesem Geständnis versteht Paul, dass Erwachsene nicht immer perfekte Menschen sind. Das ändert nichts an seiner Liebe zu seinem Vater. Und endlich hält sein Vater auch mal ein Versprechen ein – und bringt Paul ans Meer.
Paul geht es zunehmend schlechter. Und so kann er vor seinem Vater seinen Zustand nicht mehr verstecken. Er bringt Paul in ein Krankenhaus in Frankreich. Dort kann Paul geholfen werden. Sein Zustand stabilisiert sich wieder. Während Paul mit dem Hubschrauber nach Deutschland zurückgeflogen wird, macht sich Pauls Vater wieder auf den Weg.

## Kritik
„Ein ausgesprochen sympathischer Kinderfilm, der das in der Geschichte steckende Potenzial zwar inszenatorisch und schauspielerisch nicht ausschöpft, aber gerade jungen Zuschauern ein ernstes Thema ohne falsche Sentimentalität näher zu bringen vermag.“, urteilte das Lexikon des internationalen Films.